# Bandera de las Maldivas
La bandera nacional de las Maldivas fue adoptada el 25 de julio de 1963. Es un paño de color verde que contiene un creciente (luna creciente) blanco con un borde de color rojo. Sus dimensiones son de 2:3. 
El color verde y el creciente son símbolos tradicionales del Islam. El borde de color rojo, el color de la sangre, representa a quienes han muerto defendiendo la nación.
Las antiguas banderas reales de las Maldivas eran de color rojo con una estrecha franja de bandas diagonales negras y blancas junto al asta.

## Banderas históricas

Primera bandera de las Maldivas, sin rayas elevadas
Bandera usada hasta el siglo XX
Bandera Nacional introducida entre 1926 y 1932 y utilizada hasta 1953
Bandera del Protectorado Independiente de las Maldivas, introducida entre 1926 y 1932 y utilizada hasta 1953
Bandera del Protectorado Independiente de las Maldivas, utilizada desde 1953 hasta 1965
Insignia del Sultán con la estrella, utilizada desde 1954 hasta 1965
Insignia del Sultán de 1965 a 1968 y Estandarte Presidencial desde 1968
Bandera usada por la República separatista de Suvadiva de los atolones del sur